# Suleyman di Bursa
Süleyman Çelebi, detto anche Süleyman di Bursa (1351 – 1422), è stato un poeta ottomano dal 1413 al 1421.
Deve la sua fama a un poema religioso, Mevlit, scritto nel 1409.

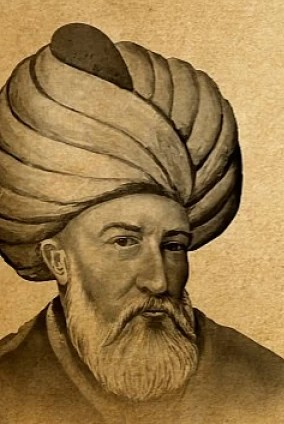
Suleyman Celebi Hazret

## Biografia
Süleyman Çelebi proviene da una famiglia di studiosi.
Egli era il pupillo del Sultano Bayazid I e poi del suo successore, il figlio minore del Sultano, Mehmet I.
Fu nominato imam della moschea di Bursa e del Palazzo imperiale.
Süleyman deve la sua fama per il successo del suo poema scritto in turco, Mevlit

("La Nascita"), composto nel 1409.
È morto a Bursa nel 1422.

## L'opera
Il Mevlit (o Mevlid, Mevlüd, Mevlüt) celebra l'onnipotenza di Dio e la gloria del Profeta.
In Turchia, questo testo è utilizzato nella religione popolare per gli eventi della vita felici o dolorosi.
Si recita il testo, anche per gli anniversari di una morte, una nascita, la circoncisione o l'acquisto di un appartamento.
Quando la preghiera è detta alla moschea, la famiglia distribuisce coni di carta pieni di caramelle a coloro che hanno partecipato.
Recitata a casa, questa preghiera è spesso seguita da un ricevimento di una straordinaria abbondanza.

## Da notare
Süleyman Bey (13??-1413) è talvolta chiamato Süleyman Çelebi, tutti e due sono contemporanei.
Süleyman Bey è il primogenito dei figli del Sultano Ottomano Bayazid I e rivale di suo fratello minore Mehmed I.

### Collegamenti e documenti esterni
- (FR) Coutumes religieuses en Turquie, su mymerhaba.com. URL consultato il 27 aprile 2011 (archiviato dall'url originale l'8 dicembre 2011).

| Controllo di autorità | VIAF (EN) 59230156 · ISNI (EN) 0000 0001 1765 5204 · CERL cnp00406655 · LCCN (EN) n84074770 · GND (DE) 119542722 · BNF (FR) cb133313881 (data) · J9U (EN, HE) 987007277820605171 |